# 末期養子
末期养子（日语：／ Matsugo Yōshi */?），又称急养子、临终养子，是指日本的家主（比如大名）在没有嗣子的情况下病危时，为防止家门因无人继承而断绝而临时收养的养子。也有末期养子是在大名去世后才指定的。
江户幕府建立后，幕府下令禁止末期养子制度。其中一个原因是末期养子因是大名病危时才指定，容易出现家臣借此机会干涉继承甚至家臣加害大名的情况。不过，江户幕府下令禁止末期养子主要还是为了达到借此削弱地方势力的目的。
江户幕府禁止末期养子的政策导致一部分大名家的断绝。他们属下的家臣也因此成为浪人，增加了社会的不稳定因素。岛原之乱后，为了安定社会，以慶安之變作为契机，江户幕府放宽了对末期养子的限制，允许50岁以下的大名收养末期养子。到1710年，幕府进一步放宽限制，50岁以上的大名也可以收养末期养子。
江戶幕府對末期養子的資格進行審核，武家在收養末期養子的時候應向幕府提出申請，幕府會派遣役人，檢查病危的申請者是否還活著、並確認申請書中沒有任何可疑點，此項程序被稱為判元見屆。而大名們為了逃避這一制度，在藩主去世時無嗣的情況下，也想出了替身、延遲上報藩主死訊等諸多對策，使這一制度最終流於形式。